# Football Club Femminile Cagliari
Il Football Club Femminile Cagliari fu un club calcistico femminile italiano con sede a Cagliari.
Fu fondato nel dicembre 1966 come Associazione Calcio Femminile Cagliari entrando subito dal primo anno di attività in Serie A F.I.C.F.
La società concluse l'attività sportiva nel 1985 rinunciando alla promozione in Serie B 1985-1986.

## Storia
Il club fu costituito per iniziativa di Tonino Pintus e dell'ex massaggiatore del Cagliari (per 6 anni fino al 1964) Vasco Cantagalli. L'idea nacque nel dicembre 1966 quando Cantagalli lesse un articolo su un giornale in lingua tedesca che citava gli sviluppi che stava avendo il calcio femminile in Germania.

"Paoletta" Cardia e "Rosicchio" Rosanna Mura.

I due decisero di formare una squadra. Pintus ne parlò con una sua cognata: a scuola la ragazza, parlando il giorno stesso con le sue compagne di classe, ne convinse una decina. Altre ragazze arrivarono dai paesi circostanti grazie alla rete di amicizie di Cantagalli. L'entusiasmo delle ragazze che volevano giocare al calcio fu tale che alle selezioni indette da Cantagalli che fu definito "l'inventore del calcio femminile in Sardegna" al centro fisioterapico in via Firenze, si presentarono 70 calciatrici. Molte di queste, non incluse nella squadra rossoblù, andarono a fondare altre squadre sarde quali l'A.C.F. Apollo 70 di Oristano e del C.S. Quarto Mondo di Cagliari.
Paola Cardia di Capoterra (citata spesso dalle compagne come "Paoletta"), che fu per i primi 4 anni la bandiera della squadra e nel 1971 la prima calciatrice ceduta, raccontò in seguito che un postino di Cagliari la vide giocare nel 1966 con i maschi quando lei aveva 14 anni e la segnalò al presidente dell'U.S.Cagliari Efisio Corrias che stava cercando delle calciatrici per questa squadra.
Si ponevano a quel momento due problemi. Al campo ci pensò il dirigente Gianni Pesce, il presidente poi nel 1970, il quale riuscì ad ottenere la disponibilità del campo sportivo di Pula lontano da Cagliari 13 chilometri. Per il trasporto delle ragazze ci pensò Cantagalli con il suo furgone "Taunus" stipandoci come sardine a volte 12 o 14 ragazze.

Il Cagliari 1970. In piedi da sinistra: Portoghese, Lombardi, Giovannini, Follese, Sovrano e Sanna. Inginocchiate da sinistra: Mura, Castagnini, Barbarossa, Cardia e Caratzu.

La squadra fu subito iscritta al primo campionato F.I.C.F. centrando subito l'obiettivo qualificazione. Sfortunato l'abbinamento delle semifinali con la fortissima A.C.F. Genova. L'andata, giocata all'Amsicora, terminò a reti inviolate. Il ritorno, disputato allo Stadio Ferraris di Genova il 4 novembre 1968, vide le genovesi imporsi con un netto 4-1 frutto dei gol nel primo tempo di Coli (11') e Gerwien (13') e nel secondo tempo di Rosasco (1') e Fabbri (su rigore al 23'). La rete della bandiera cagliaritana fu firmata da Cardia su rigore al 32' della ripresa.
Il Cagliari scese in campo con questa formazione:

Mura; Argiolas, Caratzu; Sovrano, Orrù, Follese; Lai, Spiga, Portoghese, Paola Cardia, Barbarossa. Allenatore: Cantagalli.
Il successo conseguito nel primo campionato galvanizzò l'ambiente calcistico cagliaritano sulla falsariga di quanto conseguito dalla squadra maschile, ma la squadra fu costituita soltanto da calciatrici locali fino alla stagione 1970, stagione in cui a Cagliari giunsero dall'A.C.F. Viareggio le tre calciatrici Francesca Castagnini (1947, terzino sinistro), Valeria Lombardi (1951, mezzala destra) e Roberta Giovannini (mezzala sinistra, con alcune presenze in Nazionale Italiana).
La trasferta a Cagliari creò notevoli problemi organizzativi alle squadre del continente perché non tutte potevano permettersi il viaggio in aereo malgrado le tariffe agevolate che la Federazione Femminile riuscì a concordare con le compagnie aeree dell'epoca, tariffe che non furono concesse in egual misura alle squadre FIGC. È per gli alti costi e l'impossibilità ad organizzare la trasferta che diverse società che dovevano giocare a Cagliari preferirono pagare la rinuncia oppure rinunciare a proseguire il campionato (Salernitana e Napoli nel campionato 1972).
Anche per il club cagliaritano i campionati che si susseguono senza grossi sussulti o possibilità di vittoria con le sole calciatrici sarde iniziarono risultare a lungo andare impegnativi dal punto di vista finanziario e le presidenze che si susseguirono non ebbero la possibilità di ingaggiare calciatrici non isolane. Dopo la retrocessione in Serie B il club si trovò a fare delle scelte e disputare dei campionati inferiori fino alla stagione 1979, stagione in cui, svecchiato l'organico con giovani molto valide, vinse il campionato e ritornò in Serie A.
Dopo due stagioni senza infamia e senza lode subentra alla presidenza Antonello Lorenzoni il quale, ottenuta la sponsorizzazione della ditta Flase, punta a vincere il campionato cambiando allenatore (arriva Nene Salis) prendendo tre calciatrici di grande esperienza: Wilma Seghetti (Nazionale Italiana della Coppa del Mondo 1970 ex Gamma3 Padova, Valdobbiadene, Conegliano e Gorgonzola), la cannoniera danese Susanne Augustesen e la centrocampista spagnola "Conchi" Sanchez (detta Amancio). Il risultato finale non fu affatto quello preventivato e le rossoblù dovettero accontentarsi del quarto posto in classifica.
Cedute le calciatrici più forti e recuperata una parte del capitale investito Lorenzoni lasciò la società. Senza soldi e senza presidenza il club non si iscrisse alla Serie A dichiarandosi inattivo, ma non abbandonò affatto il calcio attivo perché secondo i documenti ufficiali F.F.I.G.C. il club non risultò mai aver dichiarato di sospendere definitivamente l'attività fino al 1985. Con le calciatrici che vollero continuare l'attività sportiva si iscrisse al campionato regionale di Serie C 1983 e lo vinse nel 1984 davanti alla nuova compagine cittadina, "Il Delfino", che in seguito riportò il calcio di Serie A a Cagliari. Poi, rinunciando alla promozione in Serie B, sospese definitivamente l'attività sportiva.